# Godfrey Kneller
Sir Godfrey Kneller (født 8. august 1646 i Lübeck, død 19. oktober 1723 i London) var en tysk portrætmaler virksom som hofmaler i England. Han har blandt andet malet filosoffen John Locke og matematiker, fysiker og astronom Isaac Newton.
Hans kunstneriske uddannelse blev højst forskelligartet: i Amsterdam blev han vejledet af Rembrandt og Ferdinand Bol, i Italien af Carlo Maratta og Giovanni Lorenzo Bernini. Efter sine studierejser og en tids ophold i Hamburg flyttede han til London, opgav historiemaleriet,  som han delvis tidligere havde dyrket, til fordel for portrætkunsten,  blev kongelig hofmaler (1692 ridder, 1715 baronet) og malede i rapt kapløb  med den koloristisk set betydeligere, men langsommere arbejdende Peter Lely  mængder af portrætter fra den fine verden, kongens og så fremdeles. Af  hans overordentlig rige produktion af meget uligelig værdi —  ofte håndværksmæssig, dog næsten altid visende teknisk bravur, karakteristisk for tidens smag gennem figurernes stærkt "poserende"  holdning — kan anføres suiterne: Skønhederne i Hampton Court (for dronning Maria, pendants til Lelys arbejder), Kit-cat-Club’en  (over 40 portrætter), de tidligere portrætter af hans velynder John Banckes og hertugen af Monmouth, hvilke først henledte Karl II's opmærksomhed på  ham, og billeder af Ludvig XIV og Peter den Store.  Bedst lærer man selvfølgelig hans kunst at kende i England; på  fastlandet findes arbejder af ham blandt andet i Braunschweigs og Münchens Museum. Et monument er rejst for ham i Westminster Abbey. Broren Johann Zacharias Kneller (1635—1702) var også maler og hjalp ham ved udførelsen af de mange bestillinger.